# Ortsbeauftragter (THW)

Dienststellungskennzeichen eines Ortsbeauftragten

Der Ortsbeauftragte (kurz: OB) ist der Dienststellenleiter eines Ortsverbandes der Bundesanstalt Technisches Hilfswerk (kurz: THW). Ihm obliegt die gesamtverantwortliche Leitung des Technischen Hilfswerkes in seinem Zuständigkeitsbereich. Dieser umfasst die Themengebiete: Arbeitssicherheit, Haushalt, Fürsorge für die Helfer des Ortsverbandes, Öffentlichkeitsarbeit, Ausbildung der THW-Einheiten, Instandhaltung der Einsatzausrüstung, sowie die Erfüllung der Aufgaben des Technischen Hilfswerkes für seinen Zuständigkeitsbereich. Er wird dabei durch den Ortsausschuss beraten.
Der Ortsbeauftragte ist Disziplinarvorgesetzter aller Helfer seines Ortsverbandes. Ferner ist er direkter Vorgesetzte des stellvertretenden Ortsbeauftragten, der ihn in Abwesenheit vertritt, und von Zugführern und anderen Einheitsführern seines Ortsverbandes. Ihm vorgesetzt ist der Landesbeauftragte des jeweiligen Landesverbandes. Von diesem wird der Ortsbeauftragte im Auftrag des Präsidenten des THW nach erfolgter Vorschlagswahl des erweiterten Ortsausschusses des Ortsverbandes in sein Amt berufen.

## Stellvertretender Ortsbeauftragter

Dienststellungskennzeichen eines Stellvertretenden Ortsbeauftragten

Der Stellvertretende Ortsbeauftragte (StvOB) führt den OV-Stab und vertritt den Ortsbeauftragten in dessen Abwesenheit. Er ist für den inneren Dienst im Ortsverband und für die Ausbildung und Einsatzbereitschaft des OV-Stabes verantwortlich. Ferner koordiniert er die Zusammenarbeit zwischen Ortsverband und Jugendgruppe. Er wird auf Vorschlag des Ortsbeauftragten durch den Landesbeauftragten berufen. Der Stellvertretende Ortsbeauftragte wird durch den Ausbildungsbeauftragten (AB) vertreten.
Im Einsatzfall ist der Stellvertretende Ortsbeauftragte Leiter des LuK-Stabes im Ortsverband. Er stellt die Alarmierung, Nachalarmierung, Versorgung und Ablösung der OV-Kräfte sicher. Gleichzeitig hält er Verbindung zum Anforderer und gegebenenfalls der übergeordneten Ebene in der Struktur des THW.